# Miguel Cotto
Miguel Ángel Cotto Vázquez (født 29. oktober 1980) er en Puerto rikansk professionel bokser. Han er den første og eneste Puerto-rikaner, der har vundet titler i 4 forskellige vægtklasser og er den nuværende WBC, Lineal & The Ring mellemvægts-verdensmester. Han er også Transnational Boxing Rankings Board mellemvægts-mester. Som amatør repræsenterede Cotto Puerto Rico i letvægt og let-weltervægt-klassen ved adskillige internationale begivenheder og Pan American Games i 1999, sommer-OL 2000 og junior verdensmesterskabet i 1998 hvor han vandt sølv. Cotto begyndte sin professionelle karriere i 2001, og den 11. september, 2004, besejrede han Kelson Pinto om WBO junior welterwægt-mesterskabet. Han forsvarede titlen 6 gange, før han lediggjorde da han rykkede op i weltervægt-klassen.
I sin første kamp i vægtklassen besejrede han Carlos Quintana om det ledige WBA weltervægt-mesterskab. Cotto forsvarede titlen mod Oktay Urkal, Zab Judah, Shane Mosley og Alfonso Gómez, før han tabte den til Antonio Margarito. Den 21. februar, 2009, besejrede han Michael Jennings og vandt den ledige WBO weltervægt-titel. Han forsvarede titlen mod Joshua Clottey indtil han tabte den til Manny Pacquiao den 14. november, 2009. Den 5. juni, 2010, boksede Cotto sin første kamp i letmellemvægt-klassen, hvor han besejrede Yuri Foreman om WBA let-mellemvægt-titlen. Den 7. juni i 2014, besejrede Cotto Sergio Martinez fik dermed Transnational Boxing Rankings Board, WBC & The Ring mellemvægts-titlerne. Ved at gøre det, blev han den første Puerto-rikaner i verdenshistorien der har vundet fire verdensmesterskaber.
Han er anset for at være en af de største Puerto-rikanske boksere sammen med Félix Trinidad, Wilfred Benitez, Hector Camacho, Wilfredo Gomez, og Carlos Ortiz.